# Spaniopsis tabaniformis
Spaniopsis tabaniformis är en tvåvingeart som beskrevs av White 1914. Spaniopsis tabaniformis ingår i släktet Spaniopsis och familjen snäppflugor.
Artens utbredningsområde är Tasmanien. Inga underarter finns listade i Catalogue of Life.